# Gonodactylaceus randalli
Gonodactylaceus randalli is een bidsprinkhaankreeftensoort uit de familie van de Gonodactylidae. De wetenschappelijke naam van de soort is voor het eerst geldig gepubliceerd in 1978 door Manning.